# Eleições estaduais em Sergipe em 1990
As eleições estaduais em Sergipe em 1990 ocorreram em 3 de outubro como parte das eleições gerais no Distrito Federal e em 26 estados. Foram eleitos o governador João Alves Filho, o vice-governador José Carlos Teixeira, o senador Albano Franco, oito deputados federais e vinte e quatro estaduais num pleito decidido em primeiro turno.
Engenheiro Civil formado pela Universidade Federal da Bahia, o empresário  João Alves Filho filiou-se à ARENA e foi prefeito biônico de Aracaju (1975-1979) durante o governo José Rollemberg Leite e com o fim do bipartidarismo passou pelo PP onde ficou até a legenda ser incorporada ao PMDB e por discordar da medida ingressou no PDS sendo eleito governador de Sergipe em 1982 e com a Nova República ingressou no PFL. Em 1986 seu governo foi marcado pela vitória de Antônio Carlos Valadares, único governador não eleito pelo PMDB naquele ano. Antes de retomar o comando do estado, João Alves Filho foi Ministro do Interior no Governo Sarney em substituição a Joaquim Francisco e em virtude de seu desempenho foi o governador mais votado da história de Sergipe em termos proporcionais tanto em 1982 quanto agora.
O vice-governador eleito foi José Carlos Teixeira. Adversário político do Regime Militar de 1964 trocou o PSD pelo MDB sendo eleito deputado federal em 1962, 1966, 1974 e 1982 e derrotado na eleição para senador em 1978, assumiu cargos na direção da Federação das Indústrias do Distrito Federal e por nomeação do governador João Alves Filho foi o último prefeito biônico de Aracaju entregando o cargo a Jackson Barreto. Rompido com seus "padrinhos" foi candidato a governador pelo PMDB em 1986 em aliança com a família Franco sendo derrotado por Antônio Carlos Valadares que recebeu o apoio de dissidentes peemedebistas abrigados no PSB. José Carlos Teixeira foi diretor de captação da Caixa Econômica Federal antes de se eleger.
Para senador foi reeleito o empresário Albano Franco. Graduado em Direito na Universidade Federal de Sergipe, dirigiu os empreendimentos da família. Eleito presidente da Federação das Indústrias do Estado de Sergipe em 1971, tornou-se diretor da Confederação Nacional da Indústria em 1977 e assumiu a presidência da mesma em 1980. Membro da executiva estadual da ARENA seguiu os passos do pai, Augusto Franco, e elegeu-se deputado estadual em 1966 e suplente do senador Lourival Batista 1978. Filiado ao PDS foi eleito senador em 1982 com passagem pelo PMDB antes de apoiar Fernando Collor na eleição presidencial de 1989 e ingressar no PRN.
Nas eleição proporcional a coligação do governador João Alves Filho elegeu todos os deputados federais e fez vinte cadeiras entre os deputados estaduais.

## Resultado da eleição para governador
O resultado da eleição para governador traz números oriundos do Tribunal Regional Eleitoral de Sergipe.
| Candidatos a governador do estado | Candidatos a vice-governador | Número | Coligação                                                        | Votos   | Percentual |
| --------------------------------- | ---------------------------- | ------ | ---------------------------------------------------------------- | ------- | ---------- |
| João Alves Filho PFL              | José Carlos Teixeira PMDB    | 25     | União por Sergipe (PFL, PMDB, PRN, PDS, PSDB, PL, PDC, PCN, PST) | 364.819 | 73,74%     |
| José Eduardo Dutra PT             | Baraque Fagundes PT          | 13     | Frente Sergipe Popular (PT, PSB, PCB, PCdoB, PDT, PMN, PV)       | 124.050 | 25,07%     |
| Gilberto Selles PTR               | Eliane Gonçalves PTR         | 28     | PTR (sem coligação)                                              | 5.897   | 1,19%      |

## Resultado da eleição para senador
O resultado da eleição para senador traz números oriundos do Tribunal Regional Eleitoral de Sergipe.
| Candidatos a senador da República | Candidatos a suplente de senador | Número | Coligação                                                        | Votos   | Percentual |
| --------------------------------- | -------------------------------- | ------ | ---------------------------------------------------------------- | ------- | ---------- |
| Albano Franco PRN                 | José Alves PFL Eraldo Lemos -    | 361    | União por Sergipe (PFL, PMDB, PRN, PDS, PSDB, PL, PDC, PCN, PST) | 278.862 | 64,64%     |
| Carlos Alberto Menezes PDT        | Luiz Fonseca PDT                 | 121    | Frente Sergipe Popular (PT, PSB, PCB, PCdoB, PDT, PMN, PV)       | 118.771 | 27,53%     |
| Clóvis Barbosa de Melo PSB        | Antônio Machado Neto PSB         | 401    | PT, PSB, PCB, PCdoB, PDT, PV                                     | 23.806  | 5,52%      |
| Juviano Pacheco de Santana PTR    | Manoela Rocha PTR                | 281    | PTR (sem coligação)                                              | 9.981   | 2,31%      |

## Deputados federais eleitos
São relacionados os candidatos eleitos com informações complementares da Câmara dos Deputados.

Representação eleita
  PFL: 4
  PDS: 2
  PMN: 1
  PRN: 1

| Número | Deputados federais eleitos | Partido | Votação | Percentual | Cidade onde nasceu | Unidade federativa |
| 2550   | Pedro Valadares            | PFL     | 37.321  |            | Simão Dias         | Sergipe            |
| 1117   | José Teles                 | PDS     | 21.541  |            | Itabaiana          | Sergipe            |
| 1120   | Djenal Gonçalves           | PDS     | 19.495  |            | Canhoba            | Sergipe            |
| 2511   | Jerônimo Reis              | PFL     | 19.469  |            | Lagarto            | Sergipe            |
| 3311   | Everaldo de Oliveira       | PMN     | 17.629  |            | Poço Verde         | Sergipe            |
| 2501   | Messias Góis               | PFL     | 17.263  |            | Ribeirópolis       | Sergipe            |
| 3611   | Cleonâncio Fonseca         | PRN     | 17.214  |            | Boquim             | Sergipe            |
| 2510   | Benedito de Figueiredo     | PFL     | 16.550  |            | Aracaju            | Sergipe            |

## Deputados estaduais eleitos
A Assembleia Legislativa de Sergipe possuía 24 cadeiras.

Representação eleita
  PFL: 10
  PMDB: 4
  PDS: 3
  PT: 2
  PDT: 2
  PRN: 1
  PDC: 1
  PMN: 1

| Número | Deputados estaduais eleitos | Partido | Votação | Percentual | Cidade onde nasceu      | Unidade federativa |
| 25133  | Carlos Magno                | PFL     | 11.129  | 2,24%      | Aracaju                 | Sergipe            |
| 25252  | Belivaldo Chagas            | PFL     | 10.851  | 2,19%      | Simão Dias              | Sergipe            |
| 11113  | José Monteiro Sobral        | PDS     | 9.871   | 1,99%      | Aracaju                 | Sergipe            |
| 11117  | Chico de Miguel             | PDS     | 9.250   | 1,86%      | Itabaiana               | Sergipe            |
| 25110  | Francisco Passos            | PFL     | 9.053   | 1,82%      | Ribeirópolis            | Sergipe            |
| 25130  | Laércio Miranda             | PFL     | 8.975   | 1,81%      | Aracaju                 | Sergipe            |
| 25103  | José Carlos Machado         | PFL     | 8.478   | 1,71%      | Itabaiana               | Sergipe            |
| 36111  | Venâncio Fonseca            | PRN     | 8.186   | 1,65%      | Boquim                  | Sergipe            |
| 12111  | Almeida Lima                | PDT     | 7.971   | 1,61%      | Santa Rosa de Lima      | Sergipe            |
| 33111  | Joaldo Barbosa              | PMN     | 7.674   | 1,55%      | Monte Alegre de Sergipe | Sergipe            |
| 25102  | Nicodemos Falcão            | PFL     | 7.568   | 1,52%      | Taquaritinga do Norte   | Pernambuco         |
| 15111  | Luiz Mitidieri              | PMDB    | 7.291   | 1,47%      | Boquim                  | Sergipe            |
| 25250  | Ulisses Andrade             | PFL     | 7.229   | 1,46%      | Canhoba                 | Sergipe            |
| 25115  | Artur Reis                  | PFL     | 6.989   | 1,41%      | Lagarto                 | Sergipe            |
| 25114  | Carlos Alberto de Oliveira  | PFL     | 6.770   | 1,36%      | Laranjeiras             | Sergipe            |
| 17111  | Ivan Leite                  | PDC     | 6.423   | 1,29%      | Aracaju                 | Sergipe            |
| 25101  | Reinaldo Moura              | PFL     | 6.398   | 1,29%      | Salvador                | Bahia              |
| 15221  | Rosendo Ribeiro             | PMDB    | 6.191   | 1,25%      | Lagarto                 | Sergipe            |
| 15155  | Zé Franco                   | PMDB    | 6.110   | 1,23%      | Aracaju                 | Sergipe            |
| 15109  | Abel Jacó dos Santos        | PMDB    | 5.675   | 1,14%      | Heliópolis              | Bahia              |
| 11121  | Djenal Queiroz              | PDS     | 5.351   | 1,08%      | Frei Paulo              | Sergipe            |
| 13222  | Ismael Silva                | PT      | 5.113   | 1,03%      | Itaporanga d'Ajuda      | Sergipe            |
| 13213  | José Renato Brandão         | PT      | 5.099   | 1,03%      | São Cristóvão           | Sergipe            |
| 12110  | Wilson Cunha                | PDT     | 4.168   | 0,84%      | Itabaiana               | Sergipe            |